# Museu do Sabugal

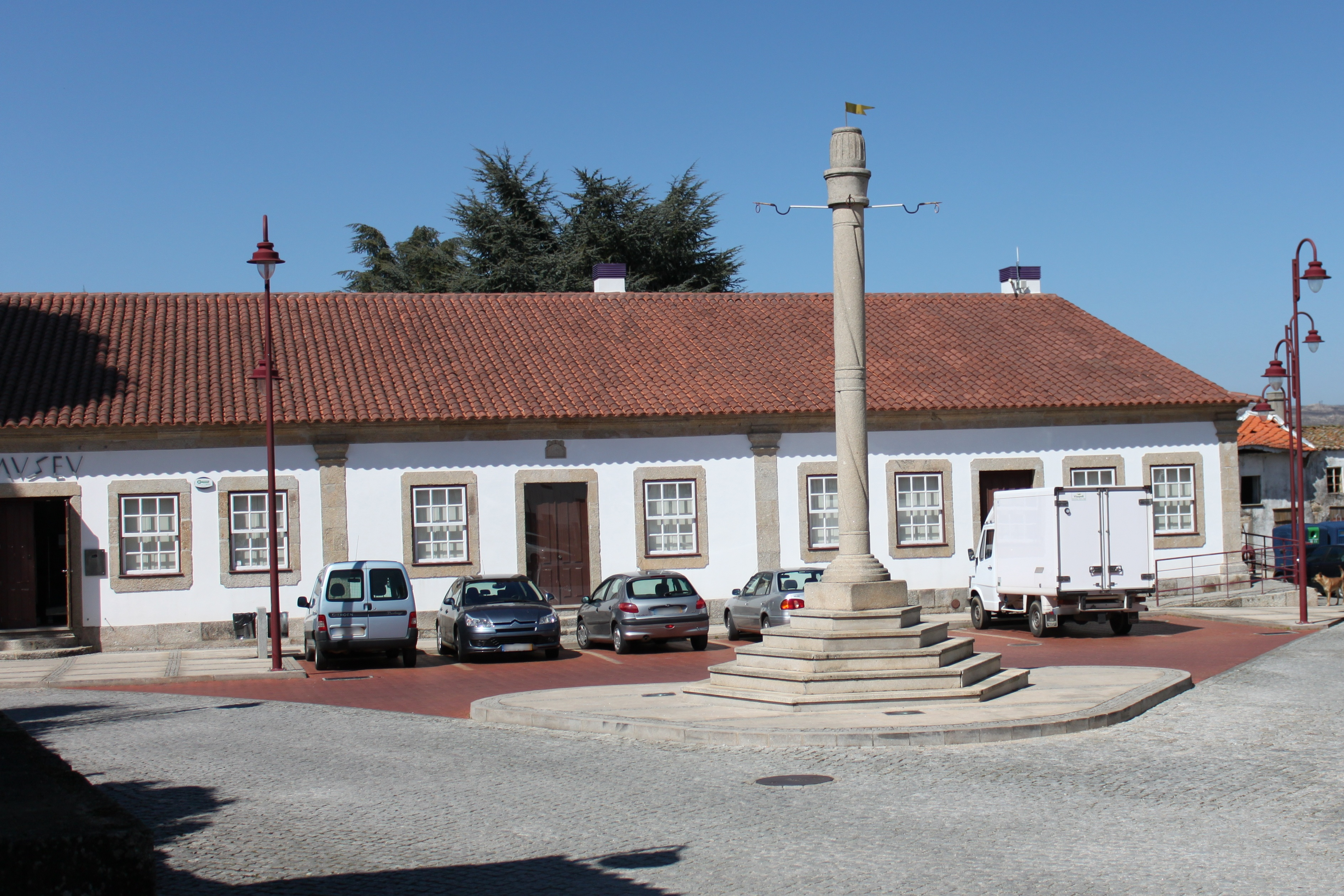
Museu do Sabugal, no Largo de São Tiago

O Museu do Sabugal é um museu municipal localizado Largo de São Tiago, no Sabugal. Dedica-se ao estudo e divulgação da história, cultura e património do concelho do Sabugal.
Foi criado oficialmente a 24 de Setembro de 1986, com a localização no atual edifício a 26 de Julho de 2003 e a exposição permanente no dia 23 de Junho de 2006.
O logótipo do Museu representa uma das peças da sua coleção: fragmento de cerâmica decorado datado da II Idade do Ferro.

## Coleções
1. Coleção arqueológica de peças encontradas no decurso de trabalhos arqueológicos, achados fortuitos, doações ou outros elementos patrimoniais relevantes do concelho;
2. Coleção de Arte Contemporânea reunida na sequência da realização das quatro Bienais de Artes do Sabugal, nos anos noventa do século XX, e novas incorporações resultantes de exposições temporárias no Museu do Sabugal;
3. Elementos de caráter etnográfico de doações por ocasião de exposições temporárias;
4. Outros objetos indiferenciados doados ao Museu por munícipes.